# أبو عيسى الأصفهاني
أبو عيسى الأصفهاني (القرن 2 هـ / 8 م) هو يهودي ادعى النبوة، نسبت إليه الفرقة المسماة العيسوية.

## نشأته
ولد في أصفهان، وكان خياطاً أمياً. قيل أن اسمه الحقيقي إسحق بن يعقوب وقيل عوفيد إلوهيم أي «عابد الله».

## دعوته
ابتدأ دعوته في آخر ملوك بني أمية، فاتبعه بشر كثير من اليهود، وادعوا له آيات ومعجزات، وقيل بأنه ذهب إلى أصحاب موسى بن عمران الذين هم وراء النهر ليسمعهم كلام الله، وقيل لما حارب أصحاب المنصور بالري قُتل هو وأصحابه. ادعى أبا عيسى بأن الله كلمه، وكلفه بأن يخلص بني إسرائيل من الأمم العاصين، وزعم أنه المسيح أفضل ولد آدم، وأنه أعلى منزلة بين الأنبياء الماضين، وكان يوجب تصديق المسيح وتعظم دعوته.
نهى عن الذبائح كلها ونهى عن أكل كل ما هو روح، وأوجب عشر صلاوت وأمر أصحابه بإقامتها وذكر أوقاتها، وخالف اليهود في كثير من أحكام الشريعة الكثيرة الموجودة في التوراة.